# Brooke Bennett
Brooke Bennett (Estados Unidos, 6 de mayo de 1980) es una nadadora estadounidense retirada especializada en pruebas de estilo libre media y larga distancia, donde consiguió ser campeona olímpica en 2000 en los 400 y 800 metros.

## Carrera deportiva
En los Juegos Olímpicos de Atlanta 1996 ganó la medalla de oro en los 800 metros libres, con un tiempo de 8:27.89 segundos, por delante de la alemana Dagmar Hase y la neerlandesa Kirsten Vlieghuis.
Cuatro años después, en los Juegos Olímpicos de Sídney 2000 ganó la medalla de oro en los 400 metros libres, con un tiempo de 4:05.80 segundos, por delante de la también estadounidense Diana Munz y de la costarricense Claudia Poll; asimismo ganó el oro en los 800 metros libres, con un tiempo de 8:19.67 segundos que fue récord olímpico, por delante de la ucraniana Yana Klochkova y Kaitlin Sandeno, también estadounidense.